# Base de Apoyo Logístico Salta
La Base de Apoyo Logístico "Salta" (BAL Salta) es una unidad de apoyo del Ejército Argentino creada en 1992 con asiento de paz en Salta, con dependencia orgánica de la V Brigada de Montaña y con dependencia funcional de la Dirección de Arsenales.

## Historia
La unidad se conformó el 30 de junio de 1943 como Arsenal Regional Norte. El 30 de noviembre de 1945 recibió el nombre de Arsenal «Miguel de Azcuénaga».
El 5 de noviembre de 1953 se creó sobre la base de la Sección Reparaciones de Automotores del Arsenal Regional Norte el Taller de Mantenimiento Norte con sede en la ciudad de Salta, pero el 1 de junio de 1956 fue trasladado a Las Talitas en la Guarnición de Ejército «Tucumán». El 14 de diciembre de 1965 fue renombrado Compañía de Arsenales 5 «Miguel de Azcuénaga». En 1983 fue renombrado como Batallón Logístico 5 y el 15 de marzo de 1992 pasó a ser la Base de Apoyo Logístico «Tucumán».
En 1994, la unidad —por entonces con asiento en la Guarnición de Ejército «Tucumán»— habría enviado camiones con armamento y munición para el contrabando de armas a Ecuador, Croacia y Bosnia según declaraciones de un exjefe.
A partir del 30 de junio de 1998 comenzó su traslado a la Guarnición de Ejército «Salta», siendo renombrada el 2 de julio de 1999 como Base de Apoyo Logístico «Salta», dentro de la V Brigada Mecanizada.
El 9 de noviembre de 1998 fue creada la Sección Munición Tucumán en el cuartel de Las Talitas, dependiente de la BAL Salta, teniendo como misión la administración de los Polvorines. En 2014 la Sección Munición Tucumán fue trasladada a Salta, permaneciendo el predio de Las Talitas bajo custodia de la BAL Salta.

## Actividades operacionales
La base de apoyo logístico realiza el apoyo a las operaciones de la V Brigada de Montaña y de apoyo a la comunidad. En 2020 llevó a cabo brindó apoyo logístico y de transporte para el esfuerzo de ayuda humanitaria de las Fuerzas Armadas de la Nación durante la pandemia de COVID-19 en la Argentina.